# Okżetpes Kokczetaw
Okżetpes Kokczetaw (kaz. Оқжетпес Көкшетау Футбол Клубы) – kazachski klub piłkarski z siedzibą w Kokczetawie, grający w kazachskiej Priemjer Ligasy.

## Historia
Chronologia nazw:
- 1968–1989: Torpedo Kokczetaw (kaz. Торпедо Көкшетау)
- 1990: Spartak Kokczetaw (kaz. Спартақ Көкшетау)
- 1991–1993: FK Kokczetaw (kaz. ФК Көкшетау)
- 1994–1999: Koksze Kokczetaw (kaz. Көкше Көкшетау)
- 2000: Akmoła Kokczetaw (kaz. Ақмола Көкшетау)
- 2001–2003: Jesil Kokczetaw (kaz. Есіл Көкшетау)
- 2004–...: Okżetpes Kokczetaw (kaz. Оқжетпес Көкшетау)

Klub założony został w 1968 roku jako Torpedo Kokczetaw i debiutował w Klasie B, strefie kazachskiej Mistrzostw ZSRR. W 1970 w wyniku kolejnej reorganizacji systemu lig ZSRR spadł do Klasy B, strefy kazachskiej, a potem występował w rozgrywkach lokalnych. Dopiero w 1979 ponownie startował we Wtoroj Lidze, strefie 6, w której występował do 1987. W dwóch ostatnich radzieckich sezonach uczestniczył w rozgrywkach Wtoroj Niższej Ligi, strefy 8 jako Spartak Kokczetaw i FK Kokczetaw.
Po uzyskaniu przez Kazachstan niepodległości w 1992 debiutował w Wysszej Lidze, w której zajął 20 miejsce, ale w następnym sezonie po 8 kolejkach zrezygnował z dalszych występów z powodów finansowych. W 1994 zmienił nazwę na Koksze Kokczetaw i startował w Birinszi liga. W 1996 powrócił do Wysszej Ligi, ale po 19 kolejkach ponownie zrezygnował z rozgrywek. Dopiero w 1999 ponownie startował w Birinszi liga, w której zajął 3 miejsce, ale tak jak pierwsze dwa kluby (Dinamo Szymkent i Keden Szymkent) zrezygnowali z występów w najwyższej lidze, to klub otrzymał awans do Wysszej Ligi. W 2000 połączył się z klubem Akmoła Stepnogorsk, który akurat spadł z Wysszej ligi, i pod nazwą Akmoła Kokczetaw rozpoczął rozgrywki w najwyższej lidze. W 2001 zmienił nazwę na Jesil Kokczetaw, a w 2003 zajął ostatnie 17. miejsce i spadł do Birinszi liga. Ale tak jak w 2004 Superliga została poszerzona do 19 drużyn, to klub z nową nazwą Okżetpes Kokczetaw kontynuował rozgrywki z najwyższej klasie.

## Sukcesy
- Wtoraja Liga ZSRR: 10. miejsce (1968, 1983)
- Mistrzostwo Kazachskiej SRR: mistrz (1967)
- Priemjer-Liga: 9. miejsce (2005, 2008)
- Puchar Kazachstanu: 1/4 finału (1993, 2001, 2006)

## Europejskie puchary
Legenda do wszystkich tabel:
- Q – runda eliminacyjna, 1/16, 1/8, 1/4, 1/2 – odpowiednia faza rozgrywek, Grupa – runda grupowa, 1r gr – pierwsza runda grupowa, 2r gr – druga runda grupowa, F – finał, R – runda, PO – play-off
- k. – rzuty karne, los. – losowanie, Dogr. – dogrywka, w. – zasada bramek strzelonych na wyjeździe

| Sezon   | Rozgrywki   | Runda | Klub             | Dom | Wyjazd | Ogólnie |
| ------- | ----------- | ----- | ---------------- | --- | ------ | ------- |
| 2009/10 | Liga Europy | 1Q    | Zimbru Kiszyniów | 2–1 | 0–2    | 2–3     |